# ラウル・パルメシュ
ラウル・ヨアン・パルメシュ（Raul Ioan Palmeș 、1996年8月16日 - ）は、ルーマニア・シビウ出身のプロサッカー選手。リーガII・コンコルディア・キアジナ所属。ポジションは、ディフェンダー。